# Гасымлы, Мирджалил Хагани оглы
Мирджалил Хагани оглы Гасымлы (азерб. Mircəlil Xəqani oğlu Qasımlı; род. 19 марта 1992, Баку) — государственный и политический деятель Азербайджана. Депутат Милли Меджлиса Азербайджанской Республики VII созыва.

## Биография
Родился Мирджалил Гасымлы 19 марта 1992 году в Баку, Республика Азербайджан.
В 2009 году окончил обучение в Бакинской средней школе № 249. С 2009 по 2012 годы проходил обучение в Азербайджанском государственном экономическом университете на финансовом факультете. С 2014 по 2016 годы обучался в Словацком университете государственной политики.
С 2010 по 2013 годы работал в центре управления автомобильными дорогами, коммерческим директором. С 2017 по 2021 годы трудился в Турции. В 2021 году работал на руководящих должностях в компаниях министерства экономики Республики Азербайджан.
Профессиональный спортсмен. Боец боевых искусств. Восемь раз становился чемпионом Азербайджана.
В браке не состоит, воспитывает сына.

## Политическая деятельность
В 2024 году на парламентских выборах в Азербайджане, которые состоялись 1 сентября, одержал победу в Кельбаджарском избирательном округе № 123. Официально избран депутатом Милли Меджлиса Азербайджана седьмого созыва, первое заседание которого состоялось 23 сентября 2024 года. Член комитета по по правам человека и комитета по делам молодёжи и спорта.